# نینا ساقیان
نینا گریگوری ساقیان (ارمنی: Նինա Գրիգորի Սաղյան؛ زاده ۱۳ دسامبر ۱۹۰۶ - درگذشته ۱۵ دسامبر ۱۹۹۳) کارشناس علوم پرورشی، نوازنده پیانو اهل ارمنستان بود. وی بین سال‌های - تا - میلادی فعالیت می‌کرد.

## زندگی‌نامه
وی در ۲۶ دسامبر [سبک قدیمی: ۱۳ دسامبر] ۱۹۰۶ در باکو در به دنیا آمد و از کنسرواتوار دولتی کومیتاس ایروان (۱۹۳۲) فارغ‌التحصیل گشت. وی در تالار آکادمی ملی اپرا و باله آلکساندر اسپنداریان (۱۹۴۴-۱۹۳۳) و کنسرواتوار دولتی کومیتاس ایروان (۱۹۴۴-۱۹۸۷)  فعالیت می‌کرد. وی همچنین برنده جوایزی همچون چهره هنری شایسته ارمنستان شوروی (۱۹۶۷) شد. وی در ۱۵ دسامبر ۱۹۹۳ در سن ۸۷ سالگی در ایروان درگذشت.

## یادداشت
1. ↑  hy:Գրիգոր Սաղյան